# MO康斯坦丁
康斯坦丁莫罗迪亚俱乐部 (阿拉伯语：‎) 
是一家位于阿尔及利亚 康斯坦丁的职业足球俱乐部，俱乐部创建于1939年。球队队色为白色和藍色。

## 球队荣誉
- 阿尔及利亚国家锦标赛:  1次

1991年.
- 阿尔及利亚杯 (入围): 3次

1964年, 1975年, 1976年.